# クレア・パターソン
クレア・キャメロン・パターソン（英語: Clair Cameron Patterson、1922年6月2日 - 1995年12月5日）は、アメリカ合衆国アイオワ州で生まれた地球化学者。アイオワ州グリンネルのグリンネル大学を卒業、シカゴ大学で博士号を取得、カリフォルニア工科大学で終生教鞭を取った。
パターソンはウラン・鉛法を発達させて鉛・鉛法を開発した。そして、キャニオン・ディアブロ隕石に含まれる鉛の同位体を用いて、地球の年齢を45.5億年と計算した。この数値はそれ以前よりもずっと正確で、これを見積もった1956年以降、地球の年齢に対する予測は大きく変化していない。
パターソンは1940年代後半にシカゴ大学の学生として初めて鉛汚染に遭遇した。彼の鉛汚染に対する仕事は、工業的な原因から起こる大気や人体における鉛濃度の増大とその危険性についての全面的な再評価に繋がり、その後の彼の運動は、有鉛ガソリンと食品缶における鉛はんだの使用禁止において、大きな役割を果たした。

## 生涯
クレア（・パット）・パターソンは、アイオワ州のミッチェルヴィルで生まれ、妻ローナ（ローリー）・マクリアリ (Lorna(Laurie) McCleary) と出会ったグリンネル大学を化学の学位で卒業した。彼らはアイオワ大学に移り、分子分光学の修士課程で学んだ。その後、マンハッタン計画に携わり、最初はシカゴ大学で後にテネシー州オークリッジに移り、そこで質量分析法と出会った。
戦後、彼らはシカゴに戻り、ローリーは赤外分光の専門家として研究職を得てパットを支える一方で、パットはシカゴ大学のハリソン・ブラウンのもとで博士課程で学ぶ。シカゴ大学でのポスドクの期間を経て、パターソンはブラウンとともにカリフォルニア工科大学の地質学部（後に地質・惑星科学部）に移り、地球化学プログラムの創立メンバーとなった。パットは終生カリフォルニア工科大学に籍を置いた。彼とローリーは4人の子供をもうけた。

## 地球の年齢の計算
シカゴ大学のハリソン・ブラウンは、火成岩中の鉛の同位体を数える新しい方法を開発し、1948年クレア・パターソンに卒業課題として与えた。この期間、隕石は太陽系形成の残りかすであり、隕石の年齢を測定することによって地球の年齢を明らかにすることができるという推測のもとで実験を行った。試料を集めるのには時間が掛かり、1953年に最後の標本をキャニオン・ディアブロ隕石から手に入れた。彼はそれらの試料をアルゴンヌ国立研究所に持っていき、最新モデルの質量分析器の時間を与えられた。
その後すぐにウィスコンシンでの会議で、パターソンは研究結果を発表した。最も確かな地球の年齢は45.50億年(誤差7000万年)であると。誤差の範囲はおよそ2000万年に小さくなったものの、この数字は今も変わっていない。

## 環境中の鉛汚染
彼はマイクログラム単位の鉛を普通の岩石から単離し、同位体の組成を決定する能力があり、大西洋と太平洋の堆積物中の鉛を調べた。大陸が海に土砂を堆積させた異なる年代から、現在環境中に人為的に拡散した鉛の量は海に堆積した量の80倍であり、鉛の地球化学的なサイクルは著しくバランスを欠いてあるようであることを示すことができた。
分析方法の限界があったので、彼は他のアプローチも取った。深い所の海水は表層付近の海水に比べて、バリウムのような似た金属元素とは対照的に、3-10倍の鉛を含んでいることを見出した。これによって彼は、鉛濃度は自然に起こるレベルの2倍程度である当時の常識を疑うようになった。
パターソンは当初の実験で用いたブランクに見られる混入物の問題に戻った。グリーンランドで得た氷床コアから大気中の鉛含有量は、内燃エンジンのノッキングを減らすとしてテトラエチル鉛が燃料に広く使われるようになってすぐ後に着実に危険なまでに増大し始めたことを、彼は見出した。続いて、試料に鉛が混入した原因が、製造において鉛が様々に使われていることと大気中の鉛汚染であることを特定し、彼の発見は公衆衛生において重大な意味を持っていたので、残りの人生を出来るだけ環境から鉛を取り除くことに捧げた。

## 鉛汚染反対運動
1965年の始め、『Contaminated and Natural Lead Environments of Man』の出版とともにパターソンは、工業的な原因で環境と食物連鎖における鉛の水準が増大している問題に大衆の注意を引こうとした。恐らく他の科学者の実験方法を批判していることもあって、彼はロバート・キーホーのような権威ある専門家の強い反対にあった。
ガソリン(石油)から鉛が確かに取り除く努力をするなかで、(キーホーを雇った)エチル社のロビー活動や、トーマス・ミジリーの遺産(テトラエチル鉛やクロロフルオロカーボンを含む）、鉛添加工業全体に対して戦った。『人類の知っている全ての短い歴史』の中で著者ビル・ブライソンは、鉛工業に対するパターソンの批判を受けて、中立だとされているアメリカ公衆衛生局を含め多くの研究機関から契約を拒否されたと言及している。 1971年には全米研究評議会の大気鉛汚染委員会 (National Research Council panel on atmospheric lead contamination) から除外されたが、彼が当時その分野の第一人者であったことを考えると非常に奇妙であった。
パターソンの努力は最終的には、1973年のアメリカ合衆国環境保護庁の宣言、全米の全てのガソリンから鉛の60-65%の段階的な削減と1986年までの最終的な除去、に繋がった。アメリカ人の血液中の鉛濃度は、1990年代後半までに80%にまで落ちたと報告されている。
次に彼は、似たような実験的な不足によって鉛の増大を隠されていた食品に目を向けた。ある研究で、新鮮な魚と比べてある缶詰の魚は1グラムあたり0.3-1400ナノグラムの鉛濃度が増大していることを示した。一方、公的な研究所は400-700ナノグラムの増大だと報告している。彼は1600年前のペルー人の骨の鉛・バリウム・カルシウム濃度を比較して、現代の人類において700倍から1200倍もの鉛を有しており、他の元素ではそれほどの違いがないことを示した。
1978年彼は、鉛水準の増大と減少の必要性を認めながらもより多くの研究を必要だと議論している全米研究評議会の委員に任命された。彼の意見は78ページの反対意見書に著され、そこではガソリン、食品容器、ペイント、釉薬、水道管において即刻規制措置を始めるべきであると述べられている。30年後、これらのほとんどは受け入れられ、アメリカと世界の他の多くの国で実行に移された。